# Searx
Searx je svobodný metavyhledávací systém. Je naprogramovaný v Pythonu a uvolněný pod licencí GNU AGPL. Má vestavěnou podporu pro přibližně 80 vyhledávačů, mj. velké webové vyhledávače jako Google, Yandex, Bing a Yahoo!, vyhledávače různých jazykových verzí Wikipedie (případně i jiných webů založených na MediaWiki) a vyhledávač sociální sítě Reddit.
Searx klade důraz na soukromí uživatele. Napřeposílá svým zdrojovým vyhledávacím webům informace o jeho IP adrese ani o tom, co vyhledával dříve, snaží se bránit webovému trasování uživatelů a bránit jejich uvěznění v sociální bublině. Požadavky na vyhledávání využívají metodu POST, aby jejich obsah nebyl vidět v lozích webového serveru. Také nabízí pro vyhledávané stránky odkaz na jejich archivní verzi na archive.org, je-li k disposici, která tak umožní prohlédnout si jejich obsah bez faktického navštívení dané stránky na jejím původním serveru.
Inspirací pro projekt Searx byl projekt Seeks, který měl ovšem navíc ambice v P2P sdílení hodnocení webů.
Některé instalace Searxu jsou dostupné přes Tor.
Jako jeho nejbližší konkurence byl v roce 2020 uváděn Metager.